# Judith A. Ramaley
Judith A. Ramaley (nacida en 1941) es una bióloga y administradora académica estadounidense que ha sido presidenta de varios colegios y universidades. Fue presidenta de la Universidad Estatal de Winona desde 2005 hasta 2012.
Ramaley obtuvo una licenciatura del Swarthmore College en 1963, un Ph.D. de la Universidad de California, Los Ángeles en 1966, y realizó estudios postdoctorales en la Universidad de Indiana. Ramaley comenzó su carrera en la Universidad de Nebraska, donde ocupó el cargo de vicepresidenta adjunta de asuntos académicos.
En 1982, Ramaley se convirtió en la directora académica de la Universidad Estatal de Nueva York en Albany, y también se desempeñó como vicepresidenta ejecutiva de asuntos académicos. Ramaley fue vicecancillera ejecutiva en la Universidad de Kansas desde 1987 hasta 1990 antes de ingresar como presidenta interina en Albany. Después de que Albany encontró un presidente permanente, Ramaley se fue para convertirse en el presidenta de la Universidad Estatal de Portland y más tarde en la Universidad de Vermont.
Ramaley renunció a la presidencia de la Universidad de Vermont después de menos de cuatro años, luego de un escándalo de novatadas que involucró al equipo de hockey y una campaña sindical por parte de la facultad.
Ramaley más tarde se convirtió en subdirectora de la Dirección de Educación y Recursos Humanos (EHR), en la Fundación Nacional para la Ciencia. El 18 de julio de 2005, comenzó su servicio como la 14.ª presidenta de la Universidad Estatal de Winona en Winona (Minnesota). Tras su renuncia a la presidencia del estado de Winona, se convirtió en una distinguida profesora de servicio público en la Universidad Estatal de Portland.